# Valkyrie (thần thoại)

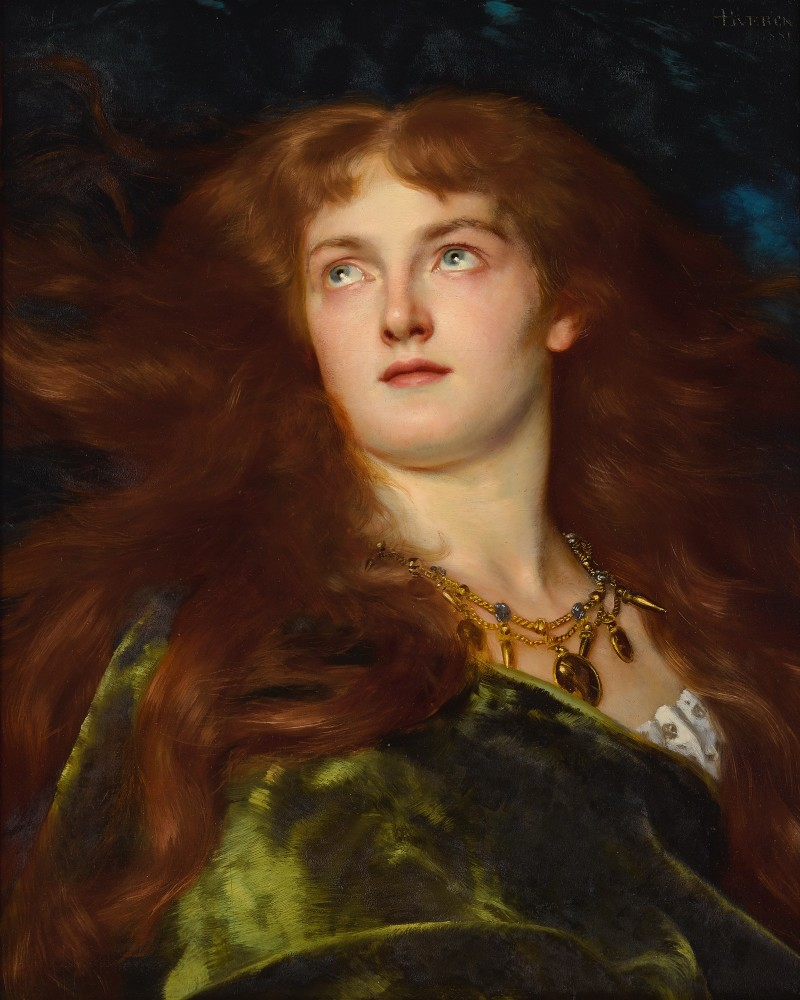
Chân dung Valkyrie

Họa phẩm về nàng Valkyrie

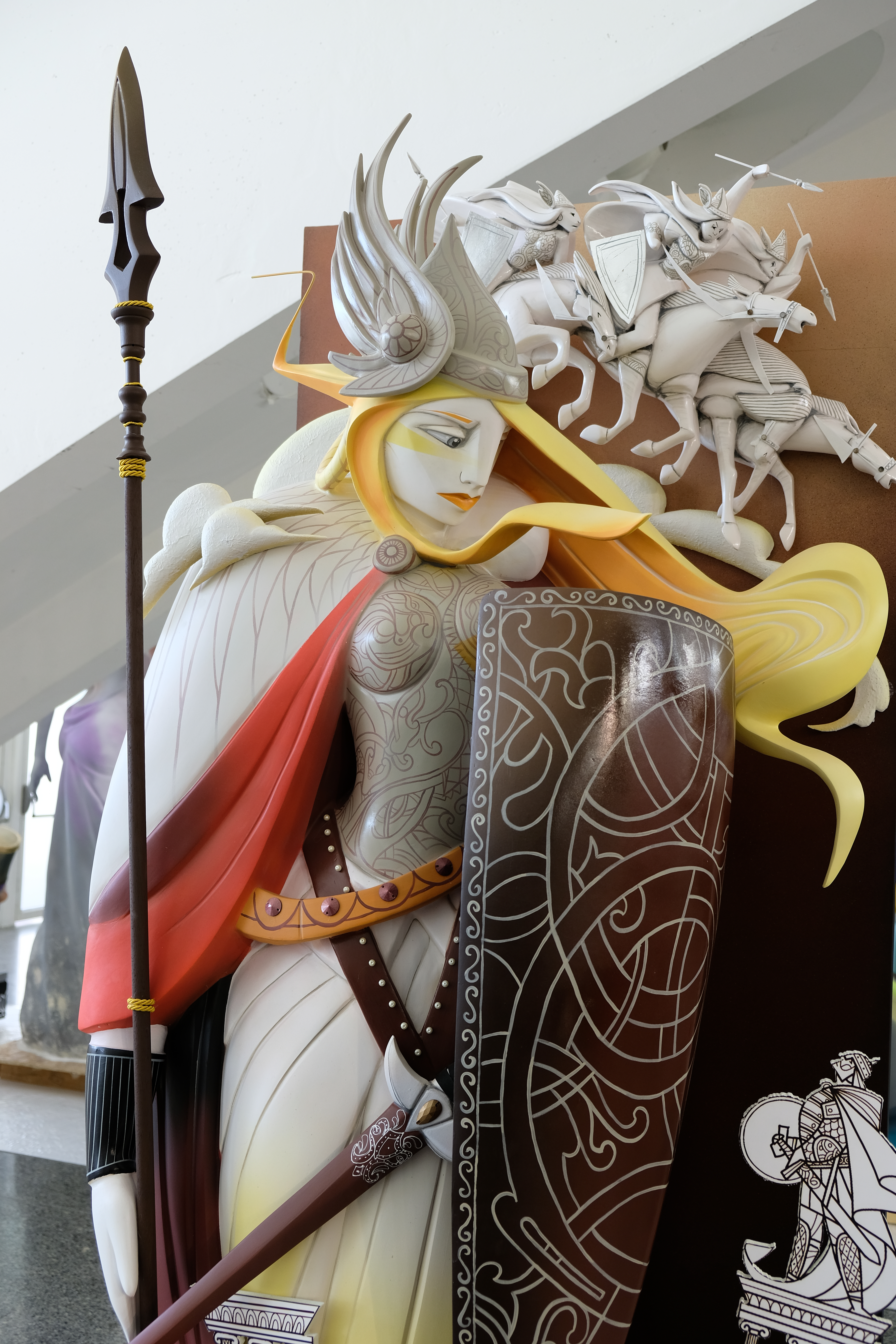
Tượng hiện đại về Valkyrie

Trong thần thoại Bắc Âu, Valkyrie (tiếng Bắc Âu cổ: Valkyrja, tiếng Việt: Va-kơ-ri) là những tiểu nữ thần phục vụ vị thần tối cao Odin mà đứng đầu là Brynhildr. Trong văn học Bắc Âu cổ, Valkyrie còn được dùng để gọi những người phụ nữ trinh tiết xinh đẹp đã chết.

## Miêu tả

### Bề ngoài

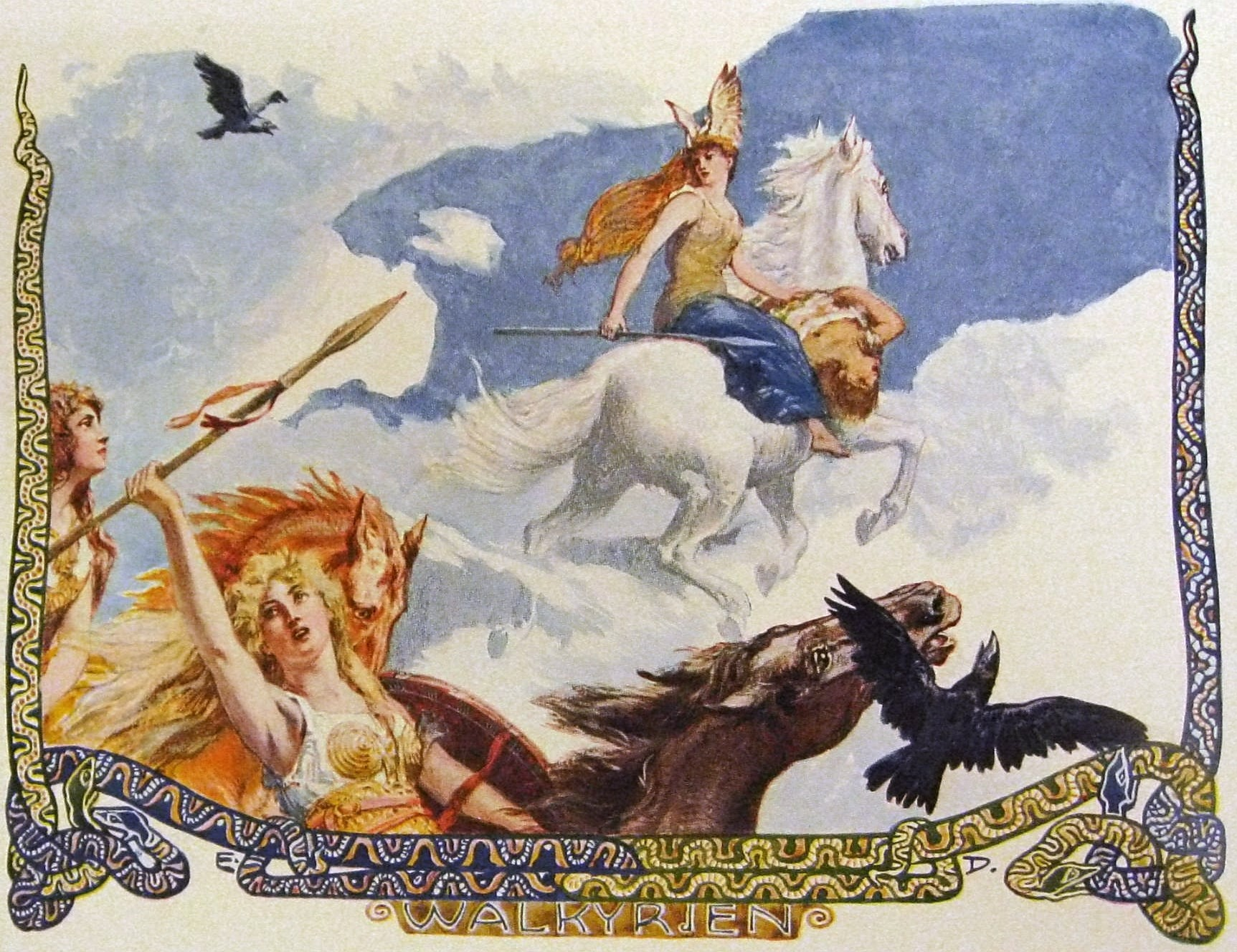
Walkyrien (1905) bởi Emil Doepler

Trong nghệ thuật hiện đại, những Valkyrie được miêu tả là những người trinh nữ xinh đẹp với làn da trắng và mái tóc vàng óng. Khi ra chiến trường, họ mặc áo giáp đỏ hoặc vàng, đội mũ vàng có hình đôi cánh ở trên, cầm khiên giáo sáng loáng và cưỡi trên những con ngựa thần lông trắng có cánh. Mỗi lần đi, từ những con ngựa ấy rơi ra những hạt nước gọi là sương mai, tỏa ra những ánh sáng cầu vồng gọi là cực quang hay Bắc quang (Aurora Borealis), một hiện tượng thường xuất hiện trên bầu trời ở khu vực Bắc Âu. Đôi khi, họ còn được gọi là những "Tiên nữ thiên nga" (Swan-Maiden) do bộ áo giáp được làm từ lông thiên nga cho phép họ có thể tự do bay lượn. Khi xuống trần gian Midgard, các Valkyrie hóa thân thành những con thiên nga, tìm những ngọn suối đẹp để tắm.

### Đặc Ân
Bất kì người thiếu nữ nào đã trở thành Valkyrie sẽ mãi mãi có được sự bất tử và không bao giờ bị tổn thương nếu họ tuân theo mệnh lệnh của các vị thần và luôn là một trinh nữ.

## Công việc
Thần Odin đã phái họ đến các chiến trường, len lỏi trong chiến trận để chọn ra những chiến binh dũng cảm nhất, đã tử trận để đưa về thánh điện Valhalla, nơi mà linh hồn họ sẽ trở thành những Einherjar. Những chiến binh đã sống và chiến đấu dưới sự chỉ huy của nhiều vị thần khác nhau, nhưng tại Valhalla họ đều được gọi là Einherjar (những người đứng chung trong một hàng ngũ). Đó là đội quân của những linh hồn - đội quân sẽ chiến đấu cùng các vị thần trong trận chiến tận thế Ragnarok mà ba chị em nữ thần Norn đã nhắc đến. Tại Valhalla, các Valkyrie sẽ mặc váy trắng, phục vụ thức ăn chứa nhiều chất béo và rượu mật ong cho các chiến binh.

## Một số Valkyrie
- Xuất hiện thường xuyên: Brynhildr, Hildr, Gudrun, Svahild, Svava, Sygni, Sygrun.
- Xuất hiện không thường xuyên: Geirahod, Goll, Gunn, Hild, Hrist, Mist, Radgrid, Randgrid, Reginleif, Rota, Skogul.